# Adam van Düren

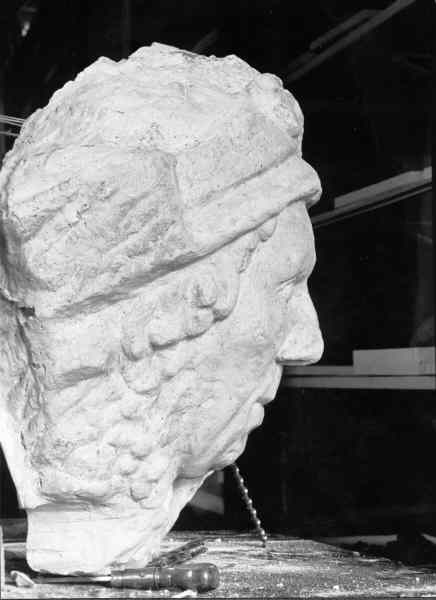
Självporträtt från Lunds domkyrka (avgjutning).

Adam van Düren (ibland även Adam von Düren), var en tysk skulptör och byggmästare, som verkade i Sverige och Danmark mellan 1487 och 1532. Hans arbeten utfördes i en tung stil.

## Biografi
Adam van Düren fick sannolikt sin utbildning i Sydtyskland där Nicoluas von Leiden var tongivande och arbetade sedan vid slottet i Köpenhamn varifrån ett par skulpturer bevarats.
År 1498 lät han utforma valven och fullborda koret i Linköpings domkyrka. Han utförde även arbeten på Linköpings slott.
Adam van Düren var byggmästare då Glimmingehus uppfördes 1499–1505 och där har han i väggen även efterlämnat ett signerat verk, och var sedan verksam vid Borgeby slott och Malmöhus. Under Kristian II förstärkte han delar av Storkyrkan i Stockholm så att taket kunde bära kanoner riktade mot Slottet Tre kronor 1521. Han efterlämnade en relief på den så kallade ålpelaren med en bild på två lejon som försöker fånga en ål och en text på plattyska. 
Bland hans större verk kan nämnas restaurering, samt ett antal skulpturer vid Lunds domkyrka. Till dessa räknas bland annat brunnskaret i kryptan som utfördes 1513-1514 och ärkebiskop Birger Gunnersens sarkofag samt en större relief med kyrkans tre skyddshelgon, ursprungligen insatt i den strävpelare, som han byggde vid södra korsarmen.
På grund av att han signerade många verk, och att han är omnämnd i dåtida skriftliga källor, är Adam van Düren den byggmästare, från den nordiska medeltiden, som 2000-talets konstvetenskap känner bäst.

## Verk av Adam van Düren

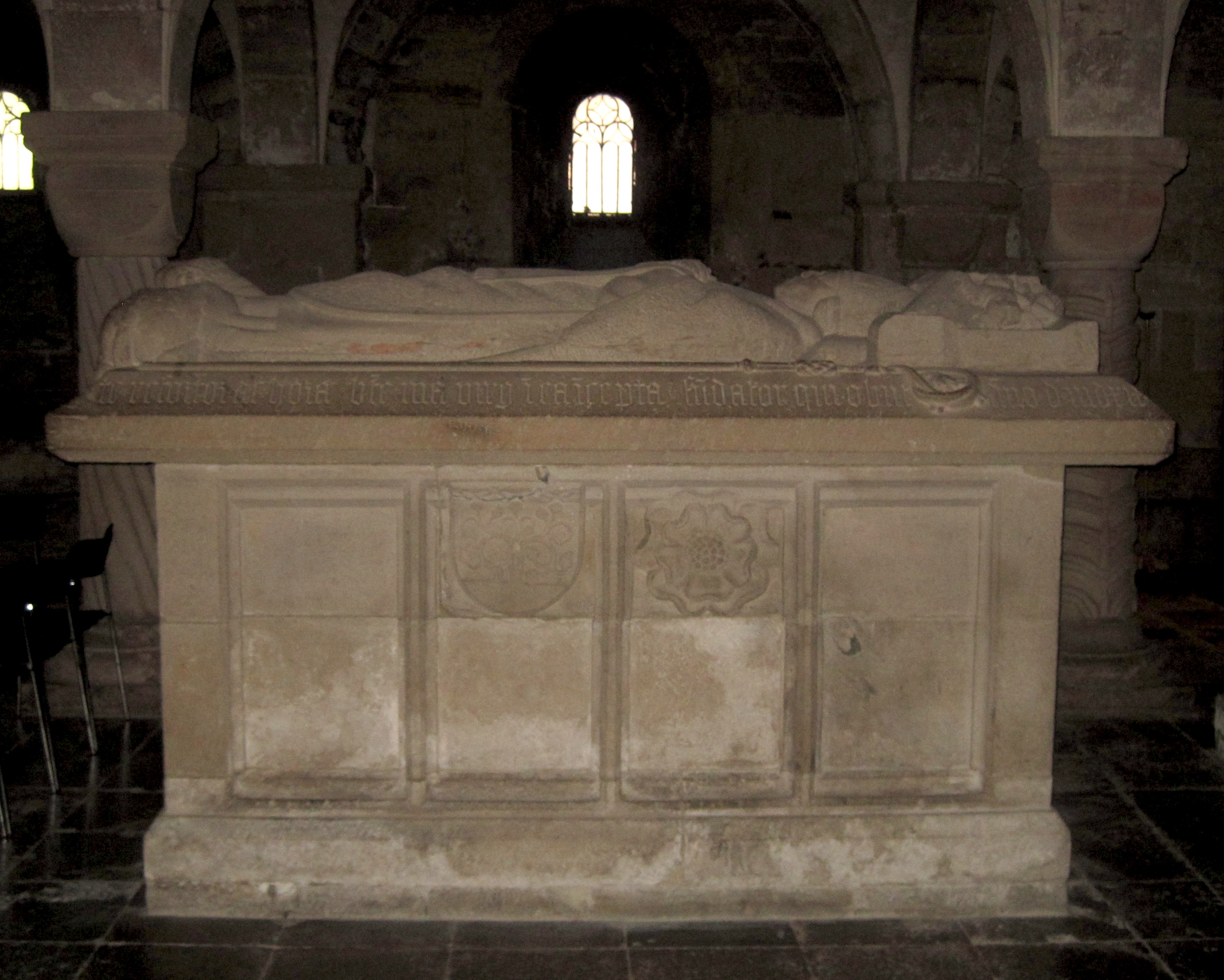
Ärkebiskop Birger Gunnersens grav i Lunds domkyrka (1512).
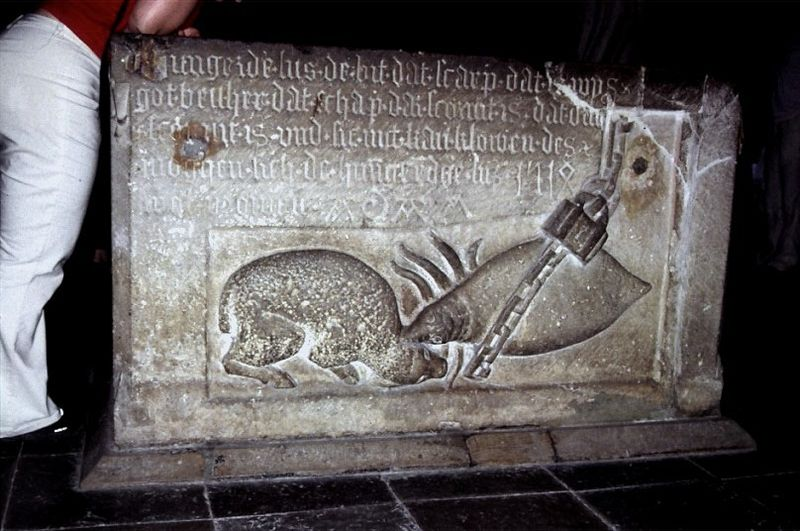
Brunnen i Lunds domkyrkas krypta.
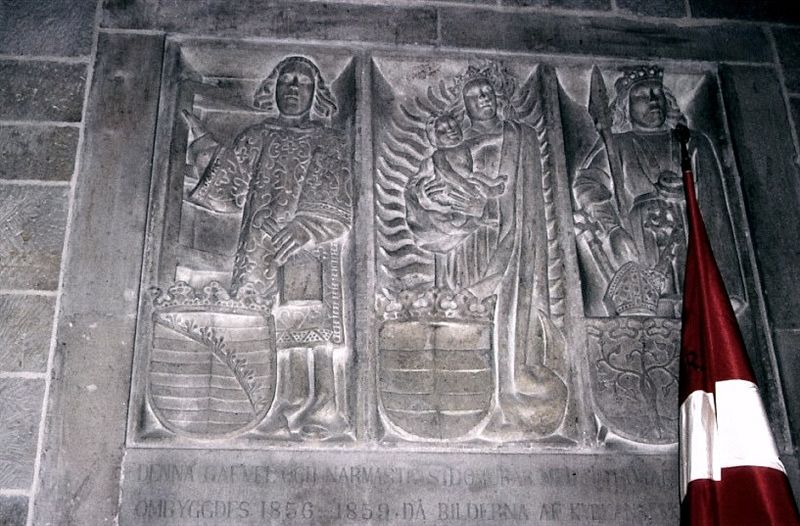
Relief av Lunds domkyrkas skyddshelgon: Sankt Lars, Jungfru Maria och Knut den Helige.
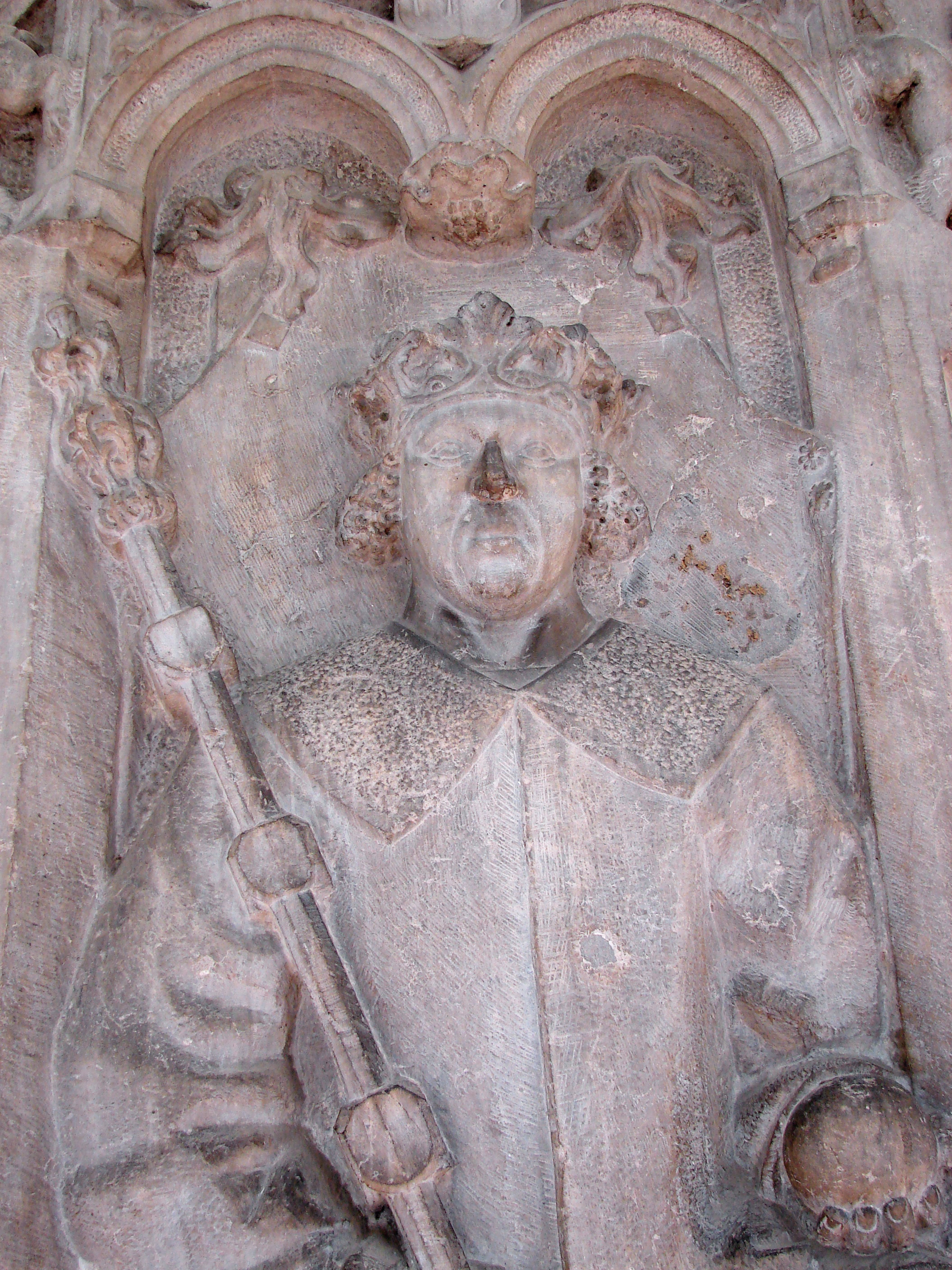
Porträttrelief av kung Hans; ursprungligen på Köpenhamns slott, nu på Nationalmuseet i Köpenhamn.
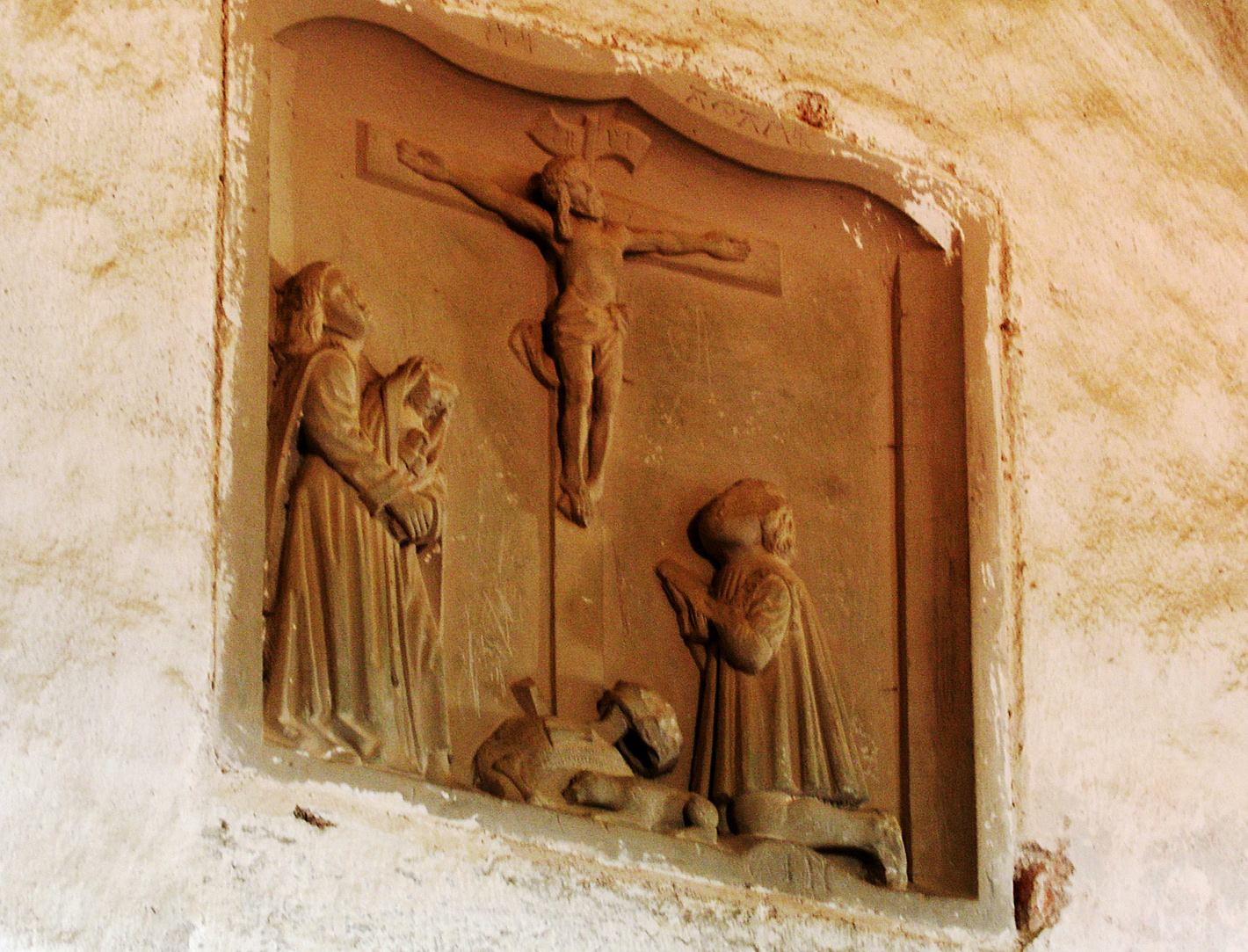
Korsfästelsescen på Glimmingehus.